# Општина Арпашу де Жос (Сибињ)
Арпашу де Жос (рум. Arpaşu de Jos) општина је у Румунији у округу Сибињ.
Oпштина се налази на надморској висини од 419 m.